# Vicki Butler-Henderson
Victoria Jemma "Vicki" Butler-Henderson, född 16 februari 1972, är en brittisk programledare och motorjournalist.
Butler-Henderson började som programledare på det ursprungliga Top Gear på BBC 1994. Sedan det formatet stoppats 2001 flyttade hon, tillsammans med kollegorna Quentin Willson och Tiff Needell, till Channel Five 2002 för att leda motorprogrammet Fifth Gear.